# Teresa Rosati
Teresa Rosati (ur. 1946) – polska projektantka mody.

## Życiorys
Absolwentka handlu zagranicznego na SGPiS (dziś Szkoła Główna Handlowa) w Warszawie. Jako projektantka mody debiutowała w 1998 pokazem zorganizowanym w galerii Zachęta. Dwukrotnie, w lutym i w sierpniu 1999 wraz z innymi projektantkami reprezentowała Polskę na Międzynarodowych Targach Mody w Lipsku oraz na forum międzynarodowym w Eisenach w Niemczech. W maju 2000 uhonorowana nagrodą Telewizji Polskiej „Złoty Wieszak”. Kolejne swoje projekty zaprezentowała w Starej Pomarańczarni, hotelu Sheraton i Teatrze Wielkim w Warszawie.
Teresa Rosati od początku swojej działalności współpracuje z najlepszymi polskimi modelkami, jak: Bogna Sworowska, Agnieszka Martyna, Ilona Felicjańska, Violetta Kołakowska, Ewa Pacuła, Aleksandra Chaberek.

## Pokazy mody
- 1998: pokaz mody Teresy Rosati – Zachęta[1].
- pokaz kolekcji pt. „For Weronika” w Auli Politechniki Warszawskiej[2]
- 2003: pokaz kolekcję pt. „Moda i Film – Paryżu[3]
- 2005: pokaz kolekcji pt. „Wszystkie Kolory Europy" – gościnnie na Gali Włoskich Domów Mody w Mediolanie.
- 2007: pokaz mody „La dolce vita – Sheraton Warszawa[4]
- 2009: pokaz kolekcji Teresy Rosati -Teatr Wielki w Warszawie[5]
- 2010: pokaz kolekcji pt. „Wszechświat Kobiet” – Beverly Hills Fashion Festival w Los Angeles[6][7]
- 2010: pokaz mody pt. „Wszechświat Kobiet” – Arkady Kubickiego w Warszawie[8].
- 2011: pokaz kolekcji pt. „Wszechświat Kobiet” – Gala „Polska Noc Luksus i Piękno w Cannes” impreza odbywająca się podczas 64.Festiwalu Filmowego w Cannes[9]
- 2011: pokaz kolekcji pt. „Wszechświat Kobiet"- Fashion and Beauty Week w New Jersey[10]
- 2012: pokaz kolekcji „Her Shine” 2012/2013 w Nowym Jorku Nolcha Fashion Week i Vancouver Fashion Week[11].
- 2012: pokaz kolekcji „Her Shine” 2012/2013 Warszawa, Arkady Kubickiego[12].
- 2013: pokaz kolekcji pt. „All About Eve” 2013/2014 Warszawa, Arkady Kubickiego
- 2014: pokaz kolekcji na Miami Fashion Week

## Telewizja
- Dzień Dobry TVN – bohaterka reportaży:
- „Na pokazie Teresy Rosati w Nowym Jorku” (2012)[11],
- „Kulisy pokazu Teresy Rosati w Beverly Hills” (2010)[13],
- „Niezwykła suknia pojektu Teresy Rosati” (2009)[5],
- „Kulisy pokazu Teresy Rosati w Beverly Hills” (2010)[6],
- „Kulisy pokazu Teresy Rosati w New Jersey” (2011)[14].

## Nagrody
- 2000: Nagroda „Złoty Wieszak” – nagroda TVP.
- 2001: Nagroda Businesswoman Roku.
- 2003: Nagroda „Kobiety Wybitnej” – nagroda Business Centre Club[15].

## Rodzina
Żona Dariusza Rosatiego (od 1971), para ma dwoje dzieci: córkę Weronikę oraz syna Marcina.